# Domnall Donn
Domnall Donn mac Conaill va ser rei dels escots de Dál Riata del 689 al 696.
Fill de Conall Crandomna, va succeir al seu germà Máel Duin mac Conaill com a rei de Dalriada. El Duan Albanach li atribueix un regnat de 13 anys, dels quals no ens dona informació.
Els Annals d'Ulster ens diuen que va ser assassinat l'any 696 sense especificar si es va tractar d'un assassinat o d'una mort en acció. Després de la seva desaparició, el tron de Dalriada va ser ocupat per Ferchar Fota, rei del Cenél Loairn, que s'havia convertit de facto en el principal sobirà dels escots durant gairebé 20 anys.